# Dendronetria
Dendronetria és un gènere d'aranyes araneomorfes de la subfamilia Erigoninae, dins de la família Linyphiidae.
Fou descrit per primera vegada per Alfred Frank Millidge i A. Russell-Smith l'any 1992.

## Distribució
Es pot trobar a Borneo.

## Llista d'espècies
Segons The World Spider Catalog 12.0:
- Dendronetria humilis Millidge & Russell-Smith, 1992 ;
- Dendronetria obscura Millidge & Russell-Smith, 1992.